# Maurice Raizman

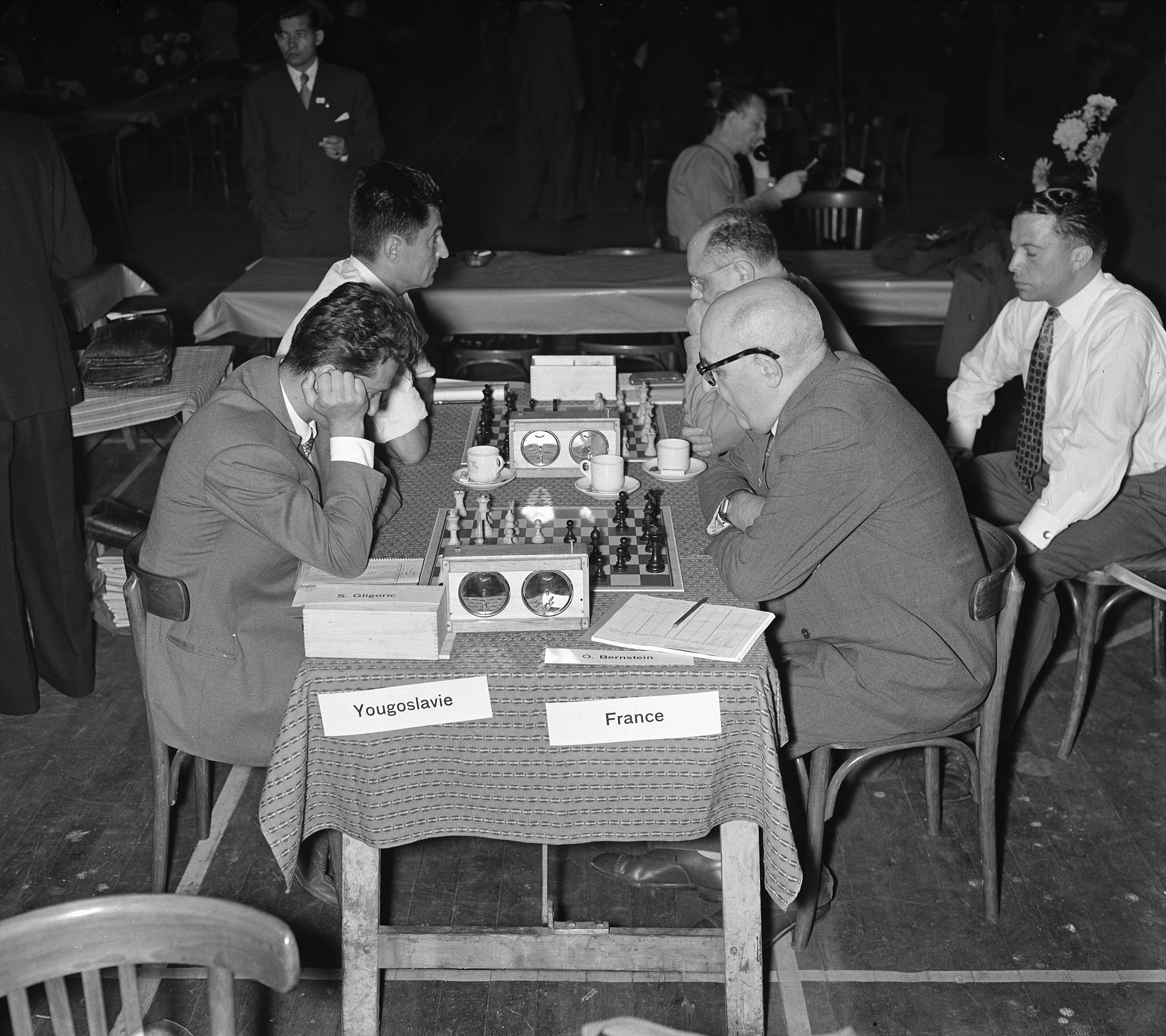
Maurice Raizman (hinten) vs. Petar Trifunović (Schacholympiade 1954, Amsterdam)

Maurice Raizman (ursprünglich Miron Raizman; * 26. Februar 1905 in Bendery, Russisches Kaiserreich (jetzt Moldawien); † 1. April 1974 in Paris) war ein französischer Schachspieler.
Raizman stammte aus Bessarabien, das bei seiner Geburt zum russischen Zarenreich gehörte und nach dem Ersten Weltkrieg Rumänien zugeschlagen wurde, nahm aber 1931 die französische Staatsbürgerschaft an. Raizman gewann sechsmal (1932, 1936, 1946, 1947, 1951 und 1952) die französische Einzelmeisterschaft und war damit jahrelang Rekordtitelträger (erst 2012 gelang es Étienne Bacrot, diese Marke mit seinem siebten Titel zu überbieten).
Er nahm mit der französischen Nationalmannschaft an den Schacholympiaden 1935, 1954, 1958 und 1972 teil. Für die französische Nationalmannschaft nahm er auch an mehreren Länderkämpfen teil, zum Beispiel 1946 gegen Australien, 1947 gegen die Tschechoslowakei und 1954 gegen die Sowjetunion. Seine höchste historische Elo-Zahl war 2477 im März 1936. Raizman arbeitete als Ingenieur für die RATP. Er war Mitglied des Pariser Vereins Caïssa und gewann mit diesem 1954 den französischen Mannschaftspokal.